# ضبط دیجیتال

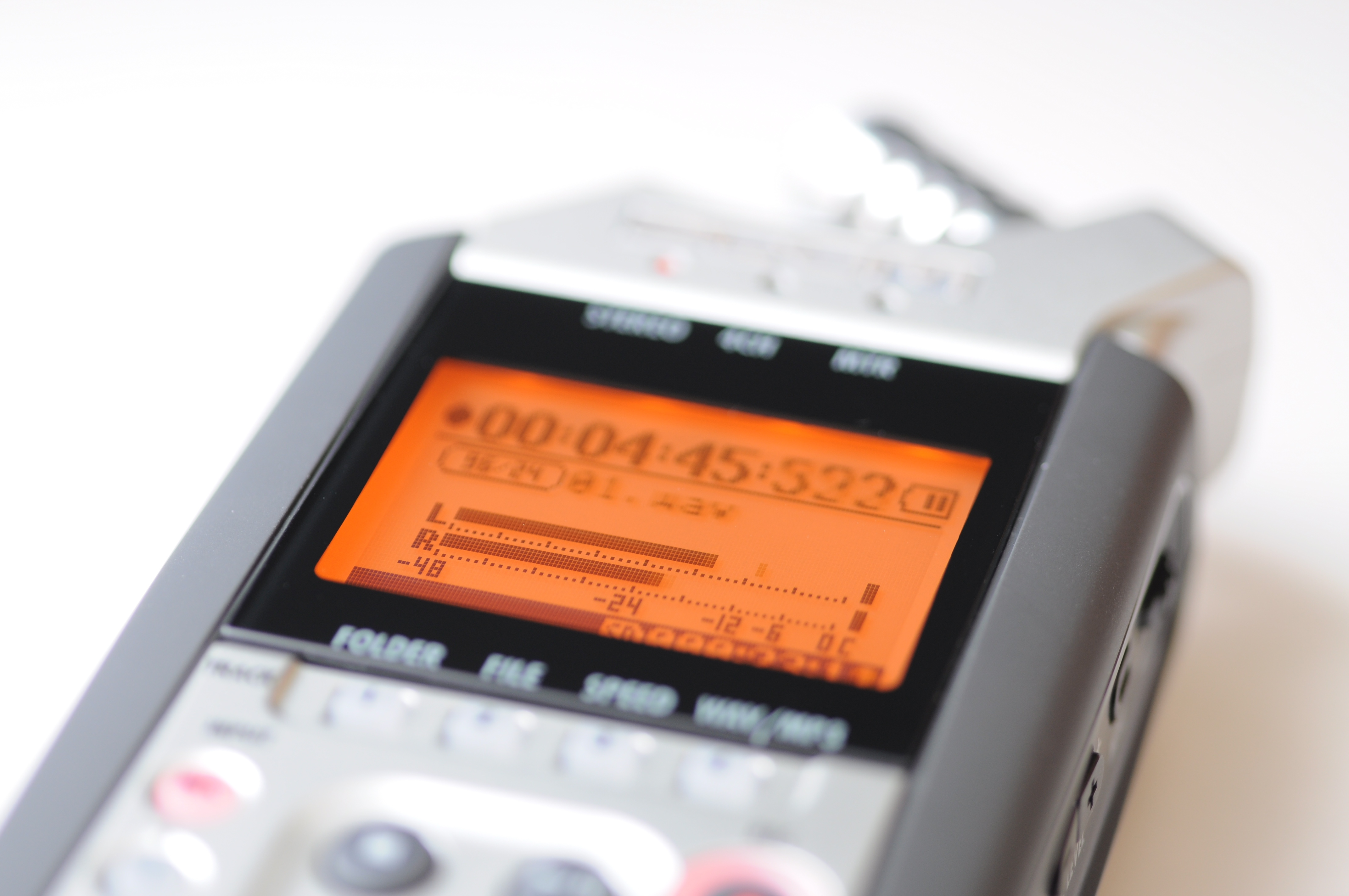
نمایشگر فرم‌ها و درجه‌های پستی و بلندی صدا بر روی یک دستگاه ضبط صدای دیجیتال مدل

ضبط دیجیتال (انگلیسی: Digital recording) در پروسهٔ ضبط دیجیتال، سیگنال شنیداری توسط یک میکروفون یا سایر مبدل‌های دیگر برداشته می‌شود، همچنین سیگنال‌های ویدئو نیز می‌توانند توسط دوربین یا دستگاه‌های مشابه برداشت و توسط مبدل سیگنال‌های آنالوگ به دیجیتال به یک جریان از اعداد صحیح یا گسسته تبدیل شوند، نمایاندن تغییرات موجود در فشار هوا بر روی صدا و همینطور رنگ و درخشندگی ارزشمند برای تصویر، در طول زمان اندازه‌گیری می‌شود و سپس توسط دستگاه‌های ذخیره ضبط می‌گردد.
برای پخش یک صدای دیجیتال ضبط شده، اعداد بازیابی می‌شوند و سپس به حالت اولیه خود، یعنی سیگنال آنالوگ در زمان قبل از ذخیره برگردان می‌شوند به طوری که می‌توان آنها را از طریق بلندگو شنید، برای پخش یک تصویر دیجیتال نیز، اعداد بازیابی می‌شوند و به شکل موج آنالوگ اصلی خود در می‌آیند به شکلی که می‌توان آنها را در یک دستگاه نمایش یا تلویزیون یا صفحه نمایش‌های دیگر مشاهده کرد

## نگارخانه

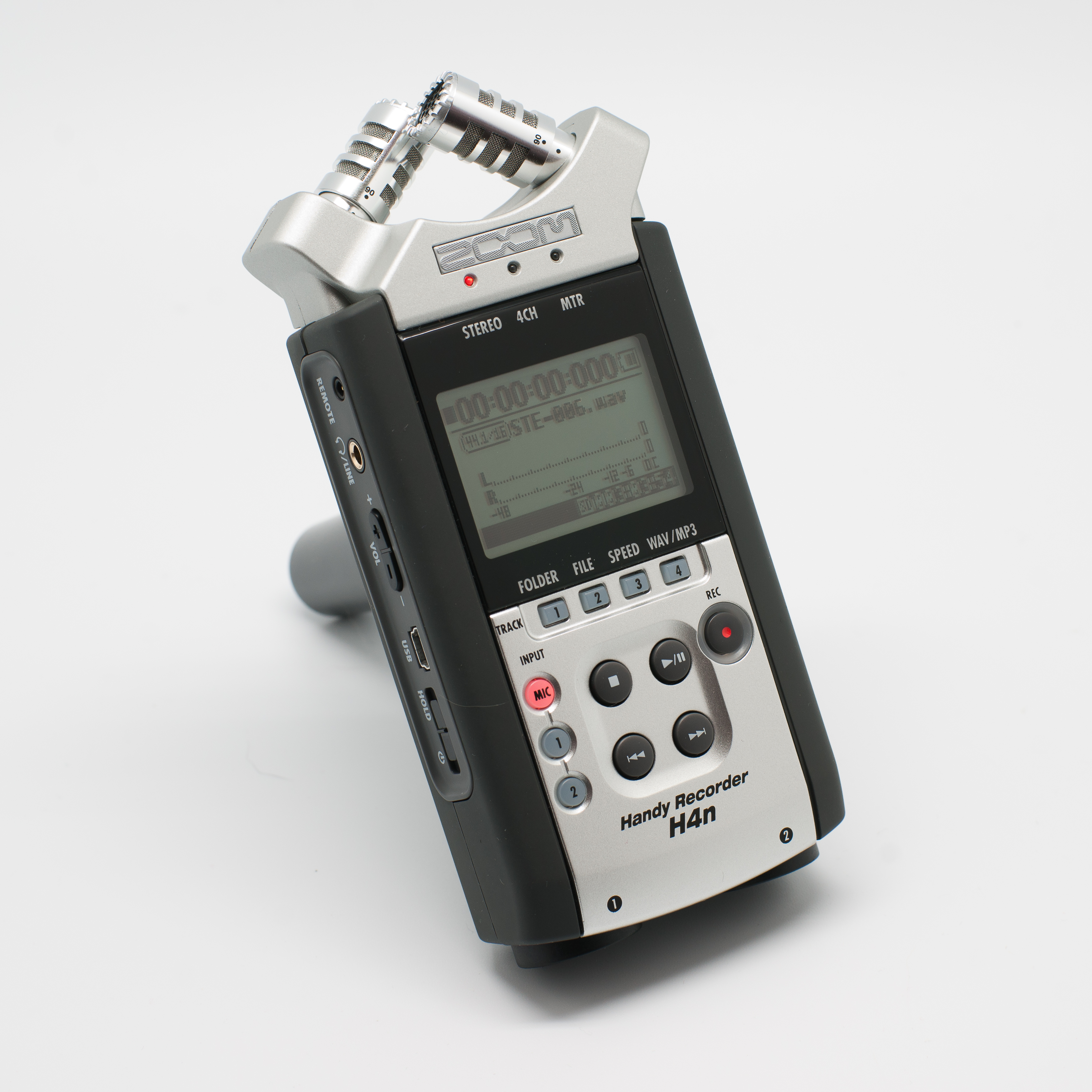
رکوردر (دستگاه ضبط صدای دیجیتال) دستی H4N
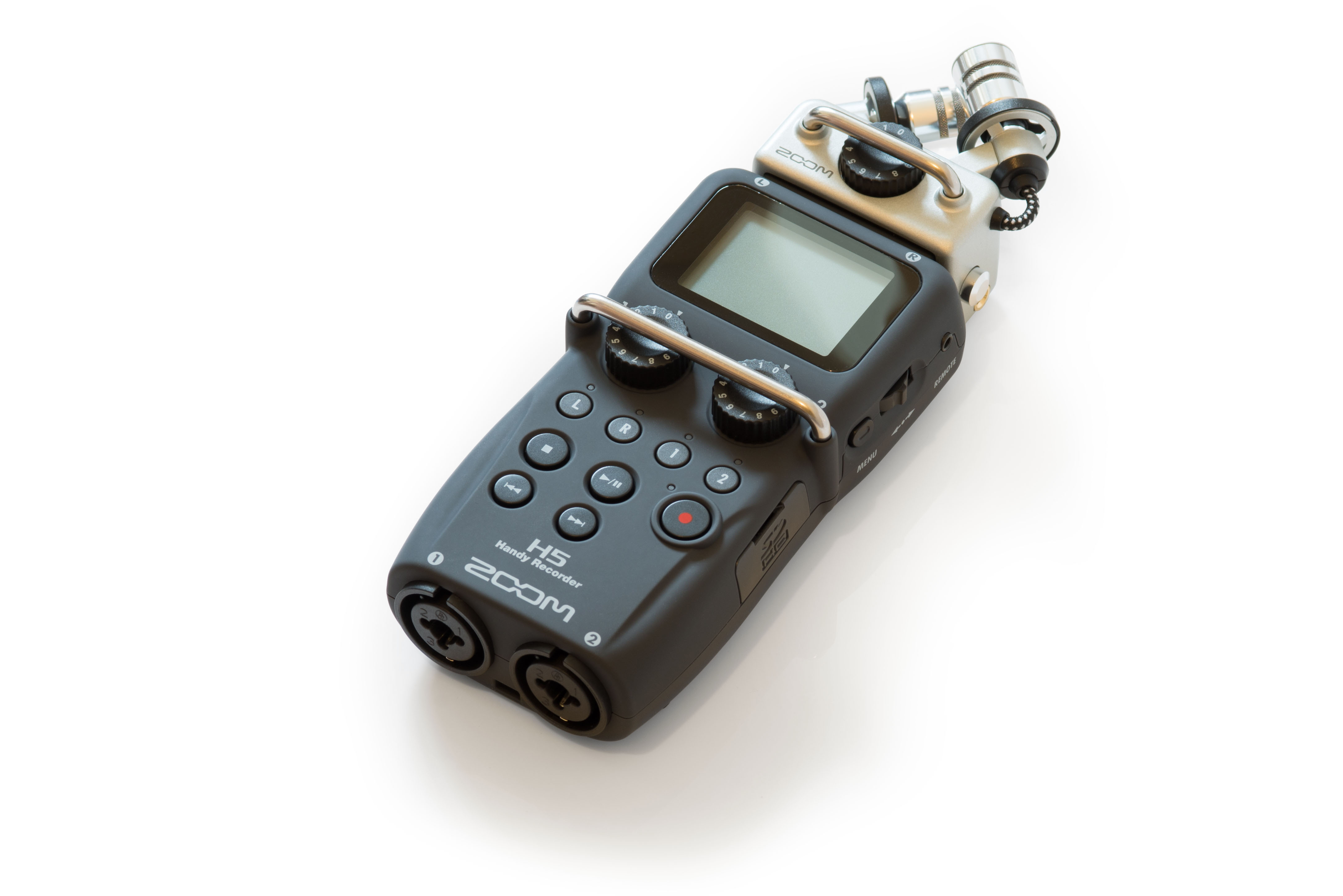
دستگاه ضبط صدای دیجیتال دستی مدل Zoom H5
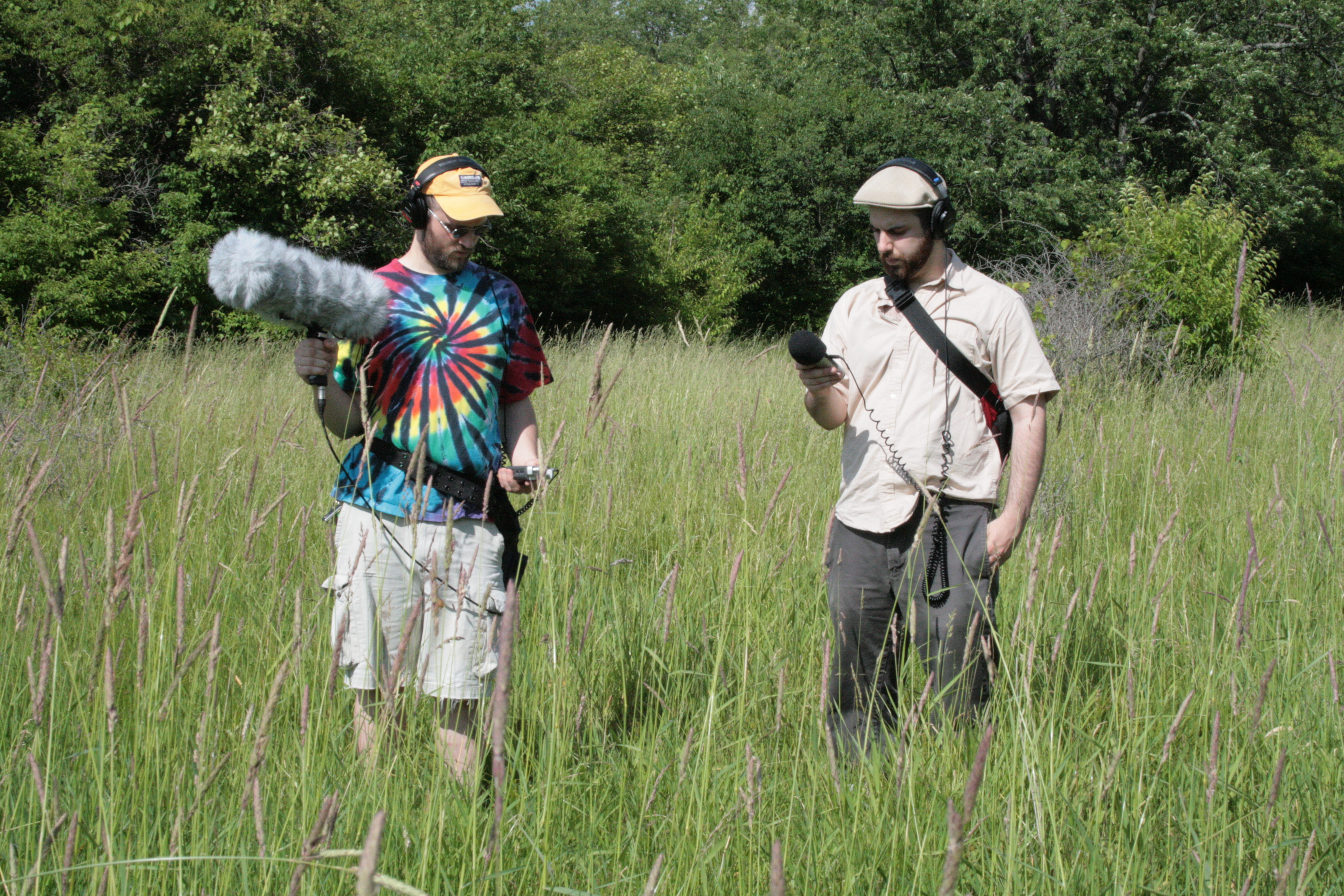
صدابرداری اکو آکوستیک دیجیتال در ایلی‌نوی آمریکا
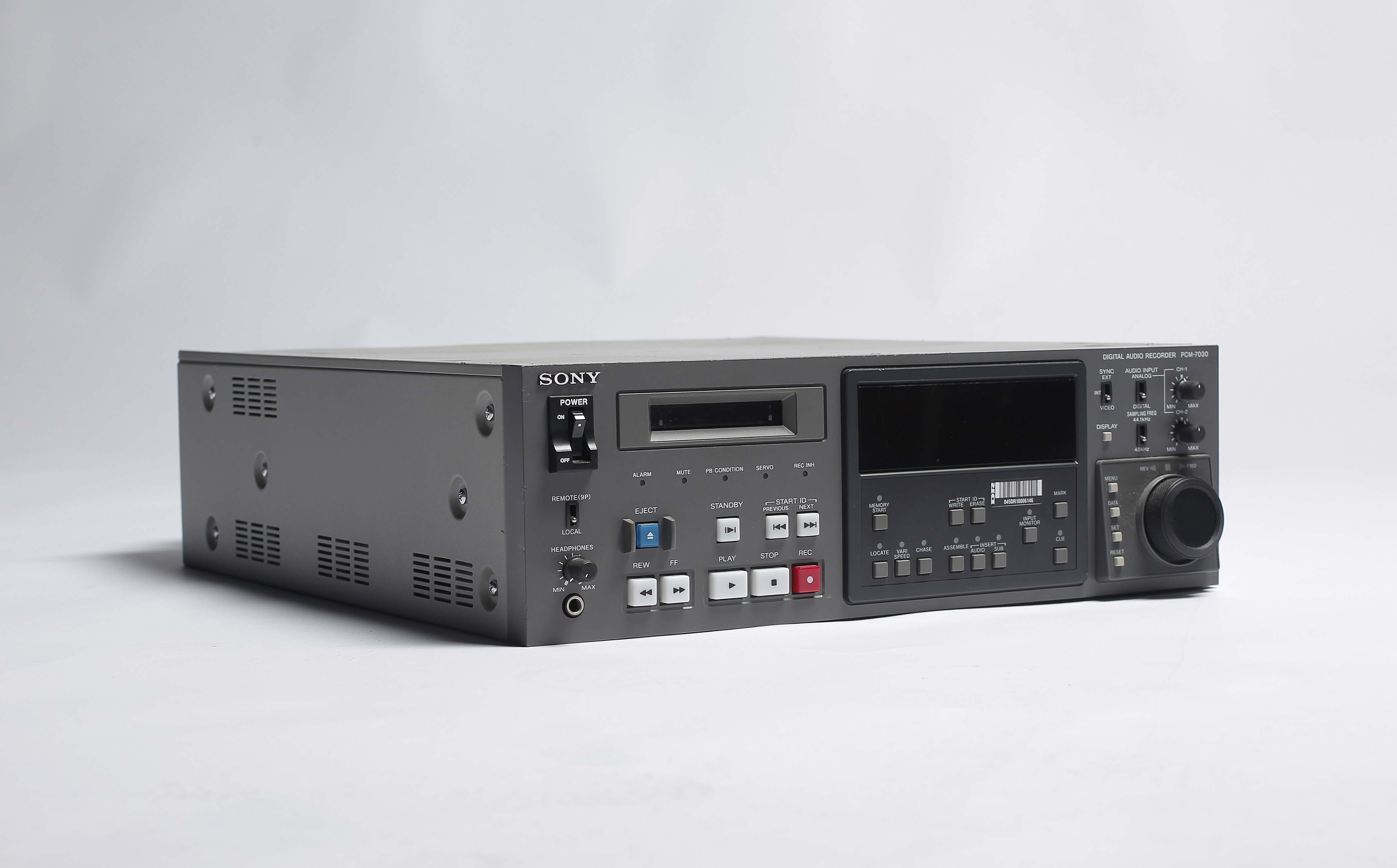
دستگاه ضبط صدای دیجیتال سونی مدل PCM-7030